# Semantic Error
Semantic Error (시맨틱 에러?, Simaentik ereoLR; lett. "Errore semantico") è un drama coreano tratto dall'omonima web novel di Jeo Soo-ri, serializzata sul sito web Ridi Books a partire dal 1º febbraio 2018.
Presentata in anteprima il 16 febbraio 2022 su Watcha, la serie è stata la prima del genere BL a riscuotere un successo tale in Corea del Sud da diventare un fenomeno sociale, catturando l'attenzione del grande pubblico e stimolando un aumento della produzione di contenuti BL nel paese.
La versione cinematografica della serie, Semantic Error: The Movie, è stata proiettata in anteprima alla 26ª edizione del Bucheon International Fantastic Film Festival ed è stata distribuita commercialmente il 31 agosto 2022.

## Trama
Choo Sang-woo, brillante laureando in ingegneria informatica, è l'incarnazione di una persona inflessibile e rispettosa delle regole. Durante un progetto di gruppo in un corso di arti liberali, si ritrova a lavorare con dei veri e propri fannulloni. Intollerante verso questa situazione, decide di rimuovere i loro nomi dalla presentazione finale e di informare il professore. Nel frattempo, il senior Jang Jae-young, un'autentica star del dipartimento di design, ha tutte le carte in regola per realizzare il suo sogno di studiare all'estero: è altamente competente, ha un aspetto impeccabile, un solido background familiare e tanta sicurezza in se stesso. L'unico ostacolo sul suo percorso è proprio Sang-woo, che lo ha inserito nella lista dei "parassiti". A causa di questa decisione, Jae-young riceve un'insufficienza e deve ripetere l'anno. Inizialmente, Jae-young chiede a Sang-woo di convincere il professore a correggere il voto, ma, dopo aver constatato la totale intransigenza del compagno, capisce che non è possibile risolvere il problema in modo pacifico. Per vendicarsi, quest'ultimo inizia a tormentare Sang-woo, diventando come un "errore semantico" nella sua vita quasi perfetta. Tuttavia, avendo bisogno di un buon voto per far fronte all'insufficienza, Jae-young decide di essere collaborativo e di aiutare il junior nella creazione del suo videogioco. Cosa succede quando un ingegnere e un artista le cui personalità sono come l'olio e l'acqua devono lavorare insieme? La storia prenderà presto una piega inaspettata e tra di loro inizierà a svilupparsi una strana attrazione…

## Personaggi

### Principali
- Jang Jae-young, interpretato da Park Seo-ham[6]
Uno degli studenti di design più popolari della sua università, Jang Jae-young è ben noto per il suo talento innato nel campo dell'estetica. La sua sicurezza e il suo carattere disinvolto gli hanno sempre permesso di vivere la sua vita senza rimpianti. Tuttavia, l'arrivo di un nuovo junior mette alla prova il suo equilibrio.
- Choo Sang-woo, interpretato da Park Jae-chan[6]
Studente di informatica all'università, Choo Sang-woo è talmente riservato che quasi nessuno lo conosce o ha mai sentito parlare di lui. Fedele alla sua natura razionale e ai suoi principi, considera superfluo lasciarsi influenzare dalle emozioni. Ma qualcuno è entrato nella sua vita, riuscendo a scalfire la sua freddezza.

### Secondari
- Ryu Ji-hye, interpretata da Kim Noh-jin[6]
- Lee Dong-gun, interpretato da Cha Jae-hoon[6]
- Choi Yu-na, interpretata da Song Ji-oh[6]
- Go Hyeong-taek, interpretato da Kim Won-ki[6]
- Ted Hyung, interpretato da Jung Joon-gyo[6]

### Guest star
- Cameriere, interpretato da Lee Kyoung-yoon (ep. 5)[7]
- Cliente 1, interpretato da Kim Jong-hyeong (ep. 5)[8]
- Cliente 2, interpretato da Kim Se-hyeon (ep. 5)[9]
- Cliente 3, interpretato da Jeon Min-gyu (ep. 5)[10]
- Cliente 4, interpretato da Ryu Gi-seok (ep. 5)[11]

## Colonna sonora
La colonna sonora originale (OST) è composta da due brani.
1. Coldin – Romantic Devil – 3:07 (testo: Coldin – musica: Seo Won-jin)
2. Coldin – Can you stay – 3:02 (testo: Coldin – musica: Seo Won-jin)

La serie include anche diverse musiche di sottofondo (BGM), per un totale di 16 brani.

## Episodi
| Nº | Messa in onda    |
| -- | ---------------- |
| 1  | 16 febbraio 2022 |
| 2  | 17 febbraio 2022 |
| 3  | 23 febbraio 2022 |
| 4  | 24 febbraio 2022 |
| 5  | 2 marzo 2022     |
| 6  | 3 marzo 2022     |
| 7  | 9 marzo 2022     |
| 8  | 10 marzo 2022    |

## Accoglienza
In Corea del Sud, subito dopo l'inizio della distribuzione, la serie ha conquistato il primo posto nella top 10 di Watcha, rimanendo imbattuta per tre settimane. Inoltre, nella seconda settimana di marzo, Semantic Error ha scalato la vetta delle tendenze tra le serie TV su tutte le piattaforme di streaming in Corea, superando La giudice di Netflix, Venticinque e ventuno di tvN e altre.
Il successo del drama ha anche portato a un notevole incremento delle vendite della web novel originale, con una crescita del 576%. Anche la versione webtoon ha visto un significativo aumento delle vendite, con un incremento del 312% rispetto al mese precedente.
La popolarità della serie non si è limitata alla Corea del Sud; a Taiwan, subito dopo essere stata distribuita dalla piattaforma di streaming GagaOOLala, ha mantenuto il primato per numero di visualizzazioni per diversi mesi consecutivi. Il giorno in cui è stato pubblicato l'episodio finale, la fiction ha raggiunto il secondo posto nei trends di Google a Taiwan, con oltre 10 000 ricerche in un solo giorno. In Giappone, dove è stata resa disponibile su Watcha a partire da marzo 2022, è rimasta al primo posto per 12 settimane di fila.

## Riconoscimenti
APAN Star Awards
- 2022 – Miglior Coppia a Park Jae-chan e Park Seo-ham[20]
- 2022 – Stella Popolare a Park Jae-chan[20]
- 2022 – Candidatura per il Miglior Nuovo Attore a Park Seo-ham[21]

Blue Dragon Series Awards
- 2022 – Stella Popolare a Park Jae-chan e Park Seo-ham[22]
- 2022 – Candidatura per il Miglior Nuovo Attore a Park Jae-chan e Park Seo-ham[23]

Brand of the Year Awards
- 2022 – Idol Attore dell'Anno a Park Jae-chan[24]

Grand Bell Awards
- 2022 – Premio New Wave a Park Jae-chan[25]
- 2022 – Candidatura per il Premio Atteso del Daejong a Kim Soo-jung (Semantic Error: The Movie)[26]

Seoul International Drama Awards
- 2022 – Candidatura per l'Idol K-Pop Eccezionale a Park Jae-chan[27]
- 2022 – Candidatura per l'Attore Coreano Eccezionale a Park Jae-chan e Park Seo-ham[27]
- 2022 – Candidatura per la Colonna Sonora Coreana Eccezionale al brano Romantic Devil[27]

Korea Best Brand Awards
- 2023 – Miglior Attore/Artista Drammatico a Park Seo-ham[28]